# Гонсалес, Летиция
Летиция Гонсалес Эрреро (род. 17 марта 1971 год; Мадрид, Испания) — химик-теоретик, известна своими трудами в области возбужденных состояний молекул, особенно в вопросах ультрабыстрой динамики азотистых оснований ДНК, а также высоко точными симуляциями комплексов переходных металлов.

## Биография
Летиция Гонсалес родилась в Мадриде, Испания и изучала химию с 1989 по 1994 в Мадридском автономном университете. В 1995 получила степень Магистра в Кингс-колледж (Лондон). Она вернулась в Мадридский автономный университет для работы над докторской диссертацией, которую защитила в 1998 году. В 2004 году прошла хабилитацию в Свободном университете Берлина.
В 2007 стала профессором теоретической и физической химии в Йенском университете имени Фридриха Шиллера. С 2011 года занимает должность профессора вычислительной и теоретической химии в Венском университете.

## Награды
- 2014: Löwdin Лектор
- 2011: Медаль Дирака WATOC (Всемирная Ассоциация Теоретических и Вычислительных Химиков)
- 2006: Heisenberg Stipendium, Немецкое научно-исследовательское общество (DFG)
- 2005: Приглашенный профессор, Berliner Frauenförderung
- 2005: SIGMA-ALDRICH Лучший Юный Исследователь, Испанское Королевское Химическое Сообщество, Испания
- 1999: Стипендия фонда Александра фон Гумбольдта
- 1999: Premio Extraordinario de Doctorado 1998/1999 (Лучшая докторская диссертация 1998/1999), Факультет Наук, Мадридский автономный университет